# Sugarloaf
För andra betydelser, se Sugarloaf (olika betydelser).
Sugarloaf (tidigare Sugarloaf/USA) är en vintersportort vid Sugarloaf Mountain i kommunen Carrabassett Valley i  Franklin County i västra Maine i USA. Juniorvärldsmästerskapen i alpin skidsport 1984 avgjordes här.

### Fotnoter
1. ↑  ”Results FIS Alpine Junior World Ski Championships” (på engelska). FIS. 20-22 februari 1984. http://data.fis-ski.com/alpine-skiing/results.html?place_search=&seasoncode_search=1984&sector_search=AL&date_search=&gender_search=&category_search=WJC&codex_search=&nation_search=&disciplinecode_search=&date_from=today&search=Search&limit=50. Läst 9 februari 2014.